# Емільянув (Люблінське воєводство)
Емільянув (пол. Emilianów) — село в Польщі, у гміні П'яскі Свідницького повіту Люблінського воєводства.
Населення — 136 осіб (2011).

## Демографія
Демографічна структура станом на 31 березня 2011 року:
|          | Загалом | Допрацездатний вік | Працездатний вік | Постпрацездатний вік |
| -------- | ------- | ------------------ | ---------------- | -------------------- |
| Чоловіки | 68      | 16                 | 44               | 8                    |
| Жінки    | 68      | 12                 | 31               | 25                   |
| Разом    | 136     | 28                 | 75               | 33                   |